# Vassouras
Vassouras este un oraș și o municipalitate din statul Rio de Janeiro (RJ), Brazilia.